# 布伦乔尔
布伦乔尔（Burrunjor）是据传生存于澳大利亚疑似兽脚类恐龙的神秘动物，尤其是类似特暴龙。在澳大利亚原住民的传说中也有着布伦乔尔的身影。

## 目击
1957年，一些北领地麦克阿瑟河的农场主看见一只“巨大的怪兽”，次日一些牛遭到吞噬。同年另一次目击，牧羊人查尔斯·沃特曼看见一只高20英尺（约6米）的巨兽将一头牛带进灌木丛。
1961年，澳大利亚原住民约翰尼·马修斯（Johnny Mathews）看见一只25英尺（约7.6米）高的双足行走的巨兽。
1985年，一个正在罗珀河观光的家庭目击一只20英尺长、覆盖着羽毛的动物。这是已知最后一次布伦乔尔的目击。